# La Pisseure
La Pisseure ist eine französische Gemeinde im Département Haute-Saône in der Region Bourgogne-Franche-Comté.

## Geographie
La Pisseure liegt auf einer Höhe von 237 m über dem Meeresspiegel, fünf Kilometer südwestlich von Saint-Loup-sur-Semouse und etwa 27 Kilometer nördlich der Stadt Vesoul (Luftlinie). Das Dorf erstreckt sich im nördlichen Teil des Departements, am westlichen Talrand der Semouse, am Fuß der Höhe Les Touillottes.
Die Fläche des 2,30 km² großen Gemeindegebiets umfasst einen Abschnitt in der leicht gewellten Landschaft nördlich der Talebene der Lanterne. Die östliche Grenze verläuft inmitten der breiten Talebene der Sémouse, die sich hier in zwei Arme aufteilt. Sie fließt durch eine Alluvialniederung, die durchschnittlich auf 235 m liegt und eine Breite von maximal zwei Kilometern aufweist.
Nach Westen erstreckt sich das Gemeindeareal über die Talaue und den angrenzenden Höhenrücken bis in die Talebene des Planey. Der in Nord-Süd-Richtung verlaufende Höhenrücken gipfelt auf der Kuppe Les Touillottes (280 m). Er setzt sich nach Norden im Bois du Fays fort, in dem mit 300 m die höchste Erhebung von La Pisseure erreicht wird. In geologisch-tektonischer Hinsicht besteht er aus einer Wechsellagerung von sandig-mergeligen und kalkigen Sedimenten, die während der Lias (Unterjura) abgelagert wurden. An einigen Orten tritt auch Muschelkalk der mittleren Trias zutage.
Nachbargemeinden von La Pisseure sind Anjeux und Saint-Loup-sur-Semouse im Norden, Ainvelle im Osten sowie Plainemont im Süden.

## Geschichte
Das Gemeindegebiet von La Pisseure war schon sehr früh besiedelt, wovon die Mauerfundamente einer gallorömischen Villa zeugen. Im Mittelalter gehörte La Pisseure zur Freigrafschaft Burgund und darin zum Gebiet des Bailliage d’Amont. Die lokale Herrschaft hatte die Herren von Saint-Loup inne. Zusammen mit der Franche-Comté gelangte der Ort mit dem Frieden von Nimwegen 1678 definitiv an Frankreich. Das Dorf besitzt keine Kirche, es gehört zur Pfarrei Anjeux.

## Bevölkerung
| Jahr                       | 1962 | 1968 | 1975 | 1982 | 1990 | 1999 | 2006 |
| Einwohner                  | 27   | 26   | 26   | 26   | 36   | 42   | 40   |
| Quellen: Cassini und INSEE |      |      |      |      |      |      |      |

Mit 39 Einwohnern (1. Januar 2022) gehört La Pisseure zu den kleinsten Gemeinden des Départements Haute-Saône. Nachdem die Einwohnerzahl in der ersten Hälfte des 20. Jahrhunderts deutlich abgenommen hatte (1886 wurden noch 104 Personen gezählt), wurde seit Beginn der 1980er Jahre wieder ein leichtes Bevölkerungswachstum verzeichnet.

## Wirtschaft und Infrastruktur
La Pisseure ist noch heute ein vorwiegend durch die Landwirtschaft (Ackerbau, Obstbau und Viehzucht) und die Forstwirtschaft geprägtes Dorf. Die Wasserkraft der Semouse wurde bis 1988 zum Betrieb einer Mühle genutzt. Außerhalb des primären Sektors gibt es nur sehr wenige Arbeitsplätze im Ort. Einige Erwerbstätige sind deshalb Wegpendler, die in den größeren Ortschaften der Umgebung ihrer Arbeit nachgehen.
Die Ortschaft liegt abseits der größeren Durchgangsachsen an einer Departementsstraße, die von Anjeux nach Ainvelle führt. Eine weitere Straßenverbindung besteht mit Plainemont.